# Todd Creek
Todd Creek – jednostka osadnicza w Stanach Zjednoczonych, w stanie Kolorado, w hrabstwie Adams.